# Comecocos (origami)

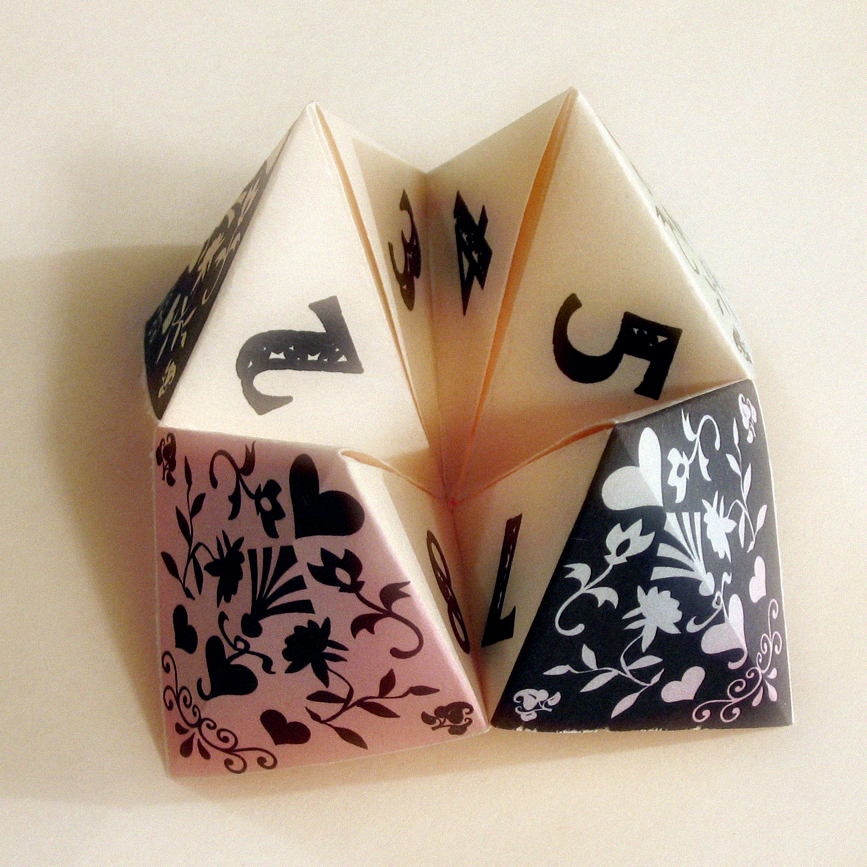
Un comecocos decorado

Un comecocos o adivinador de papel es una forma de origami utilizada en los juegos infantiles. Las partes del comecocos están etiquetadas con colores o números que sirven como opciones para que un jugador elija, y en el interior hay ocho solapas, cada una de las cuales oculta un mensaje. La persona que maneja el comecocos manipula el aparato en función de las elecciones del jugador, y finalmente se revela uno de los mensajes ocultos. Estos mensajes pueden pretender responder a preguntas o pueden ser actividades que el jugador debe realizar. La misma figura puede utilizarse también como tenaza o como salero.

## Construcción
Un comecocos puede construirse siguiendo los pasos que se muestran en la siguiente ilustración:
1. Las esquinas de una hoja de papel se doblan hacia arriba hasta encontrarse con los lados opuestos y (si el papel no es ya cuadrado) se corta la parte superior, con lo que se obtiene una hoja cuadrada con pliegues diagonales.[4]
2. Las cuatro esquinas del cuadrado se doblan hacia el centro, formando una figura conocida en la terminología del origami como base blintz o pliegue de cojín.[5] El cuadrado resultante, más pequeño, se da la vuelta y las cuatro esquinas se doblan hacia dentro una segunda vez.[4]
3. Las cuatro esquinas se doblan hacia arriba de modo que las puntas se unan en el centro, y las bolsas de papel de cada una de las cuatro esquinas se separan del centro.[4]

## Uso como adivinador
Para utilizar el comecocos, la persona que dice la fortuna sujeta con cuatro dedos las cuatro esquinas del papel, manteniendo dos pares de esquinas juntos y los otros dos pares separados, de modo que sólo sean visibles la mitad de los lados internos de las esquinas. Esto puede hacerse con los dedos índice y pulgar de las dos manos, o con el pulgar y tres dedos de una mano.
La adivinación se realiza mediante varios métodos similares. En un método común, el jugador hace una pregunta a la persona que sostiene el comecocos; esta pregunta será respondida por el aparato. A continuación, el portador pide un número o un color. Una vez elegido el número o el color, el portador cambia con los dedos entre los dos grupos de colores y números del comecocos. El portador cambia estas posiciones un número de veces determinado por el número de letras del color seleccionado, el número elegido originalmente o la suma de ambos. Una vez que el portador ha terminado de cambiar las posiciones del adivino, el jugador elige una de las solapas reveladas. Estas solapas suelen tener colores o números. El jugador levanta la solapa y descubre la fortuna que hay debajo. Los pasos pueden repetirse a gusto del usuario.

## Otros usos
Varios artistas plásticos se han inspirado en esta forma:
- Frog pond plop (Opening 6), un poema concreto de Sylvester Houédard que traduce el haiku más famoso de Matsuo Bashō, fue formateado como comecocos (con instrucciones pictóricas) por Edward Wright, Nazli Zaki y Matilda Cheung, y publicado en una edición numerada en 1965 por la editorial Openings Press de Houédard. El exterior y las dos superficies interiores del comecocos están decorados con las palabras frog, pond y plop, cada una de ellas deletreada con una letra en cada punta del comecocos.[8][9]
- Fortune Teller (it will all end in stars), un gran dibujo fotorrealista a lápiz de la artista australiana Cassandra Laing (2007), representa dos manos que sostienen cerrado un comecocos decorado con un tema astronómico y que predice la pronta muerte de Laing a causa de un cáncer de mama.[10][11]
- Unfolding Lives, una escultura monumental en forma de comecocos de Judith Forrest y Terri-ann White (2010), en el Centro Cultural de Perth, forma un monumento a los australianos olvidados, niños australianos institucionalizados.[12] Tras las protestas por su retirada en 2016 para renovar el museo,[13] fue restaurada y reinstalada cerca de su ubicación original en 2023.[14]
- En 2018, se utilizaron más de 10.000 copias rojas y amarillas iluminadas de esta forma para crear una instalación que se asemejaba a la lava vertida desde la ventana de un edificio, titulada ORIGAMI LAVA (David Oliva y Anna Juncà), para el festival Lluèrnia en Olot, España.[15][16]
- Swarm (2022), de la artista británica Leonie Bradley, representa un enjambre de abejas formado por un montón de comecocoses doblados en papel amarillo y negro e invita a los participantes a doblar sus propias abejas como recordatorio de que “hay que pensar en el azar frente a la decisión y en los futuros climáticos positivos que podemos elegir crear”.[17] La misma obra de arte se ha utilizado también en actos de recaudación de fondos para Bees for Development.[18][19]

## Historia

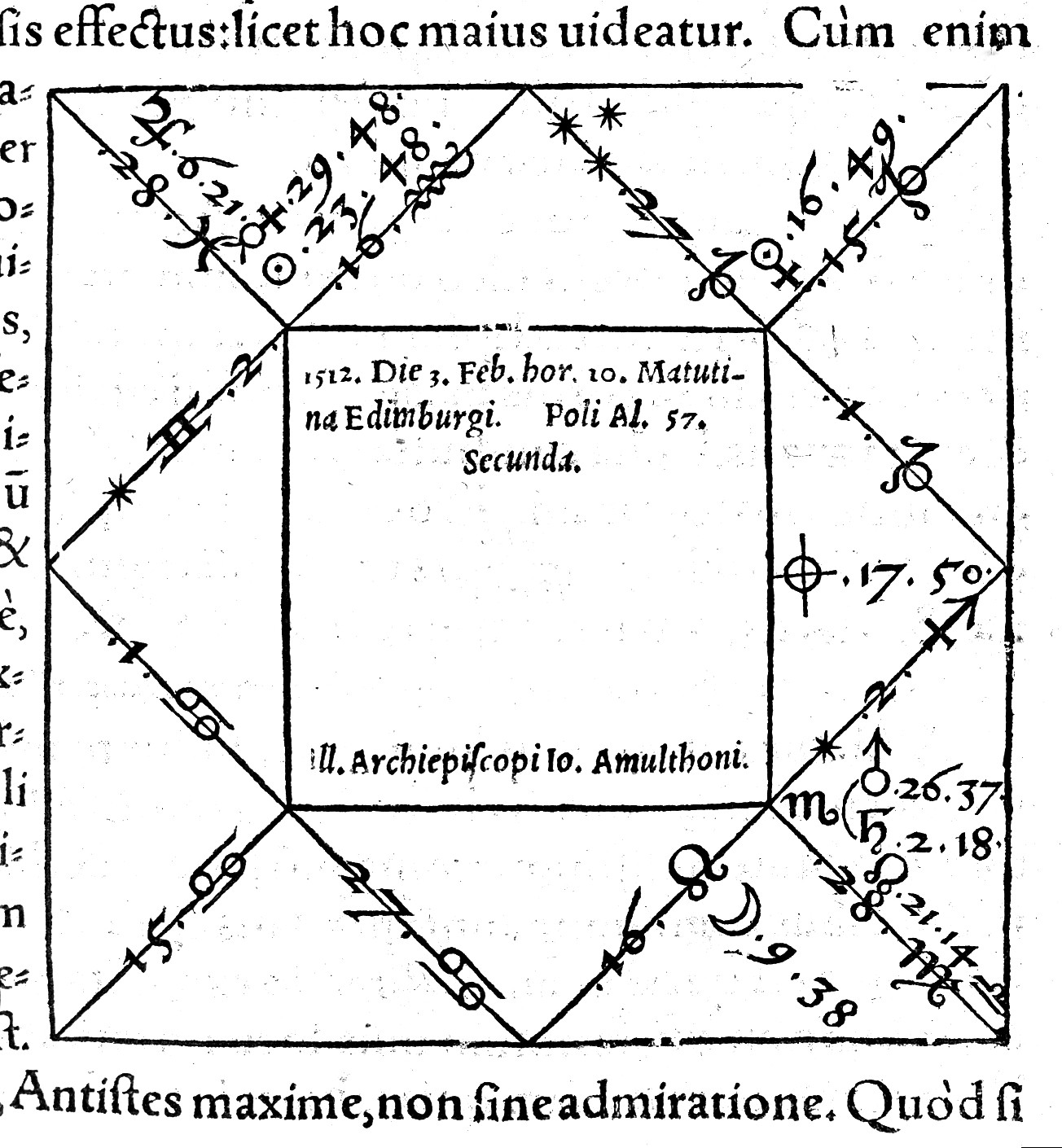
Horóscopo del siglo XVI del arzobispo John Hamilton, moldeado por Gerolamo Cardano, con líneas que recuerdan los pliegues de un comecocos.

Algunos horóscopos que datan de la España del siglo XII tienen un diseño parecido a este patrón de plegado, pero no se sabe si se doblaban ni si se utilizaban del mismo modo que un comecocos. Además, las partidas de bautismo centroeuropeas de los siglos XVII y XVIII se doblaban a menudo siguiendo el mismo patrón con doble blintz de la base plana del comecocos, antes de plegar sus puntas.
Koshiro Hatori ha sugerido que la forma del comecocos es originalmente europea, más que japonesa, pero su origen exacto no está claro. El historiador del origami David Mitchell ha encontrado muchas fuentes europeas del siglo XIX que mencionan un salero o un pimentero de papel (este último a menudo plegado de forma ligeramente diferente). El primero de ellos que representa inequívocamente al comecocos es un libro alemán para niños de 1876. Aparece de nuevo, con el nombre de salero, en varias otras publicaciones de las décadas de 1880 y 1890 en Nueva York y Europa. Mitchell también cita una publicación española de 1907 en la que se describe un juego de adivinanzas similar al uso de los comecocoses de papel.
El uso de esta forma como comecocos en Inglaterra se registra desde los años 50. Martin Gardner incluyó este doblez, descrito tanto como atrapa bichos como comecocos, en una columna de la revista Hugard's Magic Monthly, titulada “Enciclopedia de la magia improvisada”, en los años 50. Aunque la frase cootie catcher (atrapa piojos) se ha utilizado con otros significados en EE. UU. durante mucho más tiempo, el uso de este término para los atrapa piojos de papel en EE. UU. se remonta al menos a la década de 1960. Además de llamarse salero, adivino o atrapa piojos, la misma forma de origami también se ha llamado atrapa bichos, parlanchín, pájaro zumbador, o paku-paku (una frase japonesa que se refiere a "devorar" y que también dio nombre a Pac-Man).